# Nenad Lalatović
Nenad Lalatović (in serbo Ненад Лалатовић?; Belgrado, 22 dicembre 1977) è un allenatore di calcio ed ex calciatore serbo, fino al 2003 jugoslavo e al 2006 serbo-montenegrino, di ruolo difensore.

## Palmarès

### Giocatore
- Campionato jugoslavo: 3

Stella Rossa: 1999-2000, 2000-2001
- Coppa di Jugoslavia: 3

Stella Rossa: 1996-1997 1999-2000
- Coppa di Serbia e Montenegro: 1

Stella Rossa: 2001-2002
- Campionato ucraino: 1

Šachtar: 2004-2005

### Allenatore
- Coppa di Serbia: 1

Vojvodina: 2019-2020